# Sangre en Indochina
Sangre en Indochina, también denominada en España Sangre en Indochina (La 317 Sección) y llamada La 317ème Section en Francia es una coproducción hispano-francesa de género bélico estrenada en 1965, dirigida por Pierre Schoendoerffer y protagonizada en los papeles principales por Jacques Perrin y Bruno Cremer.
Se trata de una adaptación cinematográfica de la novela homónima del propio Pierre Schoendoerffer, publicada en 1963.
La película fue candidata a mejor película en el Festival de Cannes del año 1965, consiguiendo finalmente el galardón al mejor guion ex aequo con La colina.

## Sinopsis
El 4 de mayo el estado mayor del sector norte de Camboya da la orden de abandonar el puesto de Luong Ba aislado en la frontera de Laos y replegarse a Tao Tsai a 150km más al sur. La Sección 317 de guarnición en Luong Ba deberá sabotear sus instalaciones y abrirse camino a través de la jungla inundada por las lluvias.

## Reparto
- Jacques Perrin como Lugarteniente Torrents.
- Bruno Cremer como	Ayudante Willsdor.
- Pierre Fabre como Sargento Roudier.
- Manuel Zarzo como	Caporal Perrin.
- Boramy Tioulong como Sargento Ba Kut.